# St. Louis Blues (Lied)

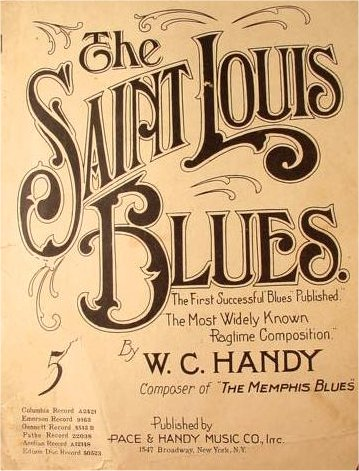
Notencover von WC Handys St. Louis Blues aus dem Jahr 1914

The St. Louis Blues oder St. Louis Blues ist ein klassischer Blues, den W. C. Handy schrieb. Er war einer der ersten Blues-Songs, der als Pop-Song Erfolg hatte. Durch Interpretationen von Sophie Tucker und Bessie Smith über Louis Armstrong, Glenn Miller, das Boston Pops Orchestra und die Die 12 Cellisten bis hin zu Archie Shepp und Aki Takase, aber auch die wiederholte Verwendung in Spielfilmen hat sich die Komposition nicht nur als Jazzstandard etabliert, sondern wird aufgrund des hohen Bekanntheitsgrades als Evergreen gewertet.

## Das Lied
Obwohl der Titel suggeriert, dass es sich um ein Stück über die Stadt St. Louis handelt, erzählt der Text eigentlich von einer raffinierten Frau aus dieser Stadt, die der Sängerin den Freund ausgespannt hat. Die erste Zeile, I hate to see that evenin’ sun go down hat hohen Wiedererkennungswert und wurde in vielen späteren Blues-Liedern übernommen.
Die Entstehungsgeschichte des Songs ist mysteriös und nicht gesichert. Handy sagte in seiner Autobiografie, dass er einmal ziemlich heruntergekommen vor einer Fischbratküche in St. Louis stand, als er neben sich eine Frau entdeckte, der es wohl noch schlechter ging. Sie erzählte, dass ihr Freund sie verlassen habe, und sang dann eine Textzeile (Ma man’s got a heart like a rock cast in de sea), ein Schlüsselsatz des Liedes. Über die Geschichte werden verschiedene Versionen erzählt, in denen aber die Begegnung und die geäußerte Redewendung übereinstimmend erwähnt werden. Damit deutet Handy zumindest an, dass die Komposition nicht von ihm allein stammen könnte.

## Die Komposition
Der Aufbau der Komposition ist für einen Blues ungewöhnlich, da die Lyrik im normalen 12-taktigen Bluesschema (geshuffelt) gespielt wird, aber außerdem eine 16-taktige Bridge im Habanera-Rhythmus, auch „Spanish Tingle“ oder „Straight“ genannt, enthält. In der Bridge wird das Bluesharmonienschema verlassen, und die Tonart wechselt zwischen Varianttonart und Dominante.

Ausschnitt aus dem St. Louis Blues. Dabei spielt die linke Hand einen Habanera-Rhythmus.

Um 1914 war der Tango große Mode, daher gab Handy dem Song eine Tango-Einleitung, aus der er jedoch plötzlich in einen Blues wechselte, um die Tänzer auszutricksen. Während viele andere Blues-Songs einfach und wiederholend gehalten sind, enthält der St. Louis Blues viele sich gegenseitig ergänzende und kontrastierende Elemente, ähnlich wie in klassischen Ragtime-Kompositionen. Handy sagte, er habe beim Schreiben des Liedes das Ziel gehabt, die Ragtime-Synkopierungen mit einer wirklichen Melodie zu verbinden.

## Rezeptionsgeschichte
Die erste instrumentale Hitversion stammt vom Prince’s Orchestra unter der Leitung von G. Hepburn Wilson. Sie wurde am 18. Dezember 1915 aufgenommen, im Mai 1916 veröffentlicht (Columbia #5772) und erreichte Platz 4 der US-Charts. Die erste vokale Version stammt von Al Bernard, veröffentlicht im Mai 1919 und erreichte Platz 9. Der vorerst größte Erfolg war der Version von Marion Harris beschieden, denn ihre am 16. April 1920 aufgenommene Version stand nach Veröffentlichung im August 1920 für drei Wochen auf Platz 1. 1921 nahm auch die Original Dixieland Jazz Band mit Sänger Al Bernhard den Titel auf und erreichte damit in den amerikanischen Charts Platz 3. Das W. C. Handy Orchestra des Komponisten nahm den Song erst am 4. Juni 1923 auf, veröffentlichte ihn später im November 1923 bei Okeh Records und kam damit bis auf Platz 11 der Charts.
Weitere erfolgreiche Coverversionen der nächsten Jahre stammen von:
- Bessie Smith (1925, mit Louis Armstrong auf dem Kornett, #3)
- Louis Armstrong (1930, #11)
- Rudy Vallée and His Connecticut Yankees (1930, #15)
- Cab Calloway and His Orchestra (The Jungle Band) (1930, #16)
- Mills Brothers (1932, #2)
- Boswell Sisters (1935, #15)
- Benny Goodman Quartet (1936, #20)
- Guy Lombardo (1939, #11)
- Cab Calloway (1943, Reissue von 1930, #18)
- Billy Eckstine (1953, mit den Metronome All-Stars, #24)

Gilda Gray verwendete das im September 1914 publizierte Stück, um damit in den 1920er Jahren den Shimmy einzuführen. Auch wurde die Entwicklung des Foxtrotts durch den Song beeinflusst. Die Äthiopier machten den Song 1935 sogar zu ihrer Kriegshymne, als die Italiener den Abessinienkrieg begannen und das Land besetzten; der Song war zuvor schon am Hofe des Kaisers Haile Selassie gespielt worden.
Der bekannte amerikanische Schriftsteller William Faulkner wählte den Titel seiner 1931 veröffentlichten Kurzgeschichte That Evening Sun, die auch unter dem Alternativtitel That Evening Sun Go Down erschienen ist, in Anlehnung an die ersten Verse des St. Louis Blues.
Der Titel des Liedes wurde auch der Namensgeber des US-amerikanischen Profi-Eishockey-Teams „The St. Louis Blues“ aus St. Louis, Missouri.

## Weitere Versionen

Prince’s Band – St. Louis Blues

Thomas ‚Fats‘ Waller – St. Louis Blues

Eine wichtige Rolle zur Verbreitung des Songs in Europa hat Alberta Hunter gespielt. Bekannt sind Aufnahmen von Django Reinhardt und Teddy Stauffer sowie von deutschen Orchestern, wie der Goldenen Sieben, die das Stück im November 1937 in Berlin aufnahm. Noch 1941 wurde der Titel durch die NS-Propagandaband Charlie and His Orchestra eingespielt. Nicht nur Louis Armstrong, sondern zahlreiche Sängerinnen haben den St. Louis Blues mehrfach aufgenommen: Sophie Tucker, Lizzie Miles, Mildred Bailey, Maxine Sullivan, Billie Holiday, Lena Horne und Ella Fitzgerald. Zahlreiche weitere wichtige Jazzbands und -interpreten haben das Stück im Laufe der Jahre aufgenommen, unter anderem
(in Klammern Aufnahmejahr):
- Edythe Baker (Universal/Mel-o-dee 3463), (zwischen 1919 und 1925)
- Fats Waller (Victor 20357), (1926)
- Emmett Miller/Georgia Crackers[12] (als The Ghost of the St. Louis Blues, Okeh 41342, 1929)
- Rudy Vallée (Victor 22321), (1930)
- Duke Ellington
- Milton Brown and his Musical Brownies (Decca 5070), (1935)
- Earl Hines (Boogie Woogie on St. Louis Blues, Bluebird B-10674), (1940)
- Glenn Miller (The Army Air Force Band Jazz Tribune, St. Louis Blues-March, RCA-Victor ND 89767), (1943)
- The Delta Rhythm Boys (Victor 20-2462), (November 1947) (auch einer ihrer Soundies der frühen 40er)
- Metronome All-Stars (Billy Eckstine & Teddy Wilson, Lester Young, Max Roach; MGM 11573), (9. Juli 1953)
- Count Basie (1957)
- John Fahey (Blind Joe Death, Takoma 1959)
- Dave Brubeck (1961)
- Jaki Byard (1967)
- Sun Ra (1978, auf dem Piano-Solo-Album St. Louis Blues)
- Little Willie Littlefield (1987)
- Jessica Williams (1997)
- Jan Jankeje, Frantisek Havlicek (2005)
- David Sanborn (2008)
- Hugh Laurie auf seinem Album Didn’t It Rain (2013)

Insgesamt werden 132 Versionen aufgelistet, von denen 15 in die Charts kamen. Handy hat noch Mitte der 1950er Jahre jährlich 25.000 USD Tantiemen einnehmen können.

## Verwendung im Film
Ein Musikfilm mit dem Titel St. Louis Blues wurde in der frühen Zeit des Tonfilms 1929 mit Bessie Smith als Darstellerin und Sängerin, mit dem Fletcher Henderson Orchester, dem Pianisten James P. Johnson und dem Hall Johnson Choir von RKO Pictures produziert und gelangte 1929 in den USA in die Kinos. Der Film spielt in Harlem; Regie führte Dudley Murphy, der mit St. Louis Blues ein filmisch wie musikalisch herausragendes Dokument der Harlem Renaissance schuf.
Der Song wurde häufig in Spielfilmen verwendet:
- Is Everybody Happy? (1929, Ted Lewis and His Orchestra)
- Baby Face (1933)
- Banjo on My Knee (1936)
- Mississippi Melody (1938)
- St. Louis Blues (1939, mit Dorothy Lamour und dann Maxine Sullivan)
- The Birth of the Blues (1941, Ruby Elzy)
- Is Everybody Happy? (1943, Ted Lewis and His Orchestra)
- Jam Session (1944, Louis Armstrongl)
- The Glenn Miller Story (1954, als St. Louis Blues March)
- St. Louis Blues (1958, Nat King Cole, Eartha Kitt, Cab Calloway, Ella Fitzgerald, Mahalia Jackson, Billy Preston und W.C. Hands als Technical Advisor)
- The Client (1994, The Preservation Hall Jazz Band)
- The Thirteenth Floor (1999, Johnny Crawford and His Dance Orchestra)

## Sonstiges
Das Stück wurde unter anderem beim Großen Zapfenstreich zur Verabschiedung des Bundespräsidenten Horst Köhler auf dessen persönlichen Wunsch hin gespielt. Allerdings handelte es sich um die von Glenn Miller erarbeitete Adaptation St. Louis Blues March.